# Michal Yannai

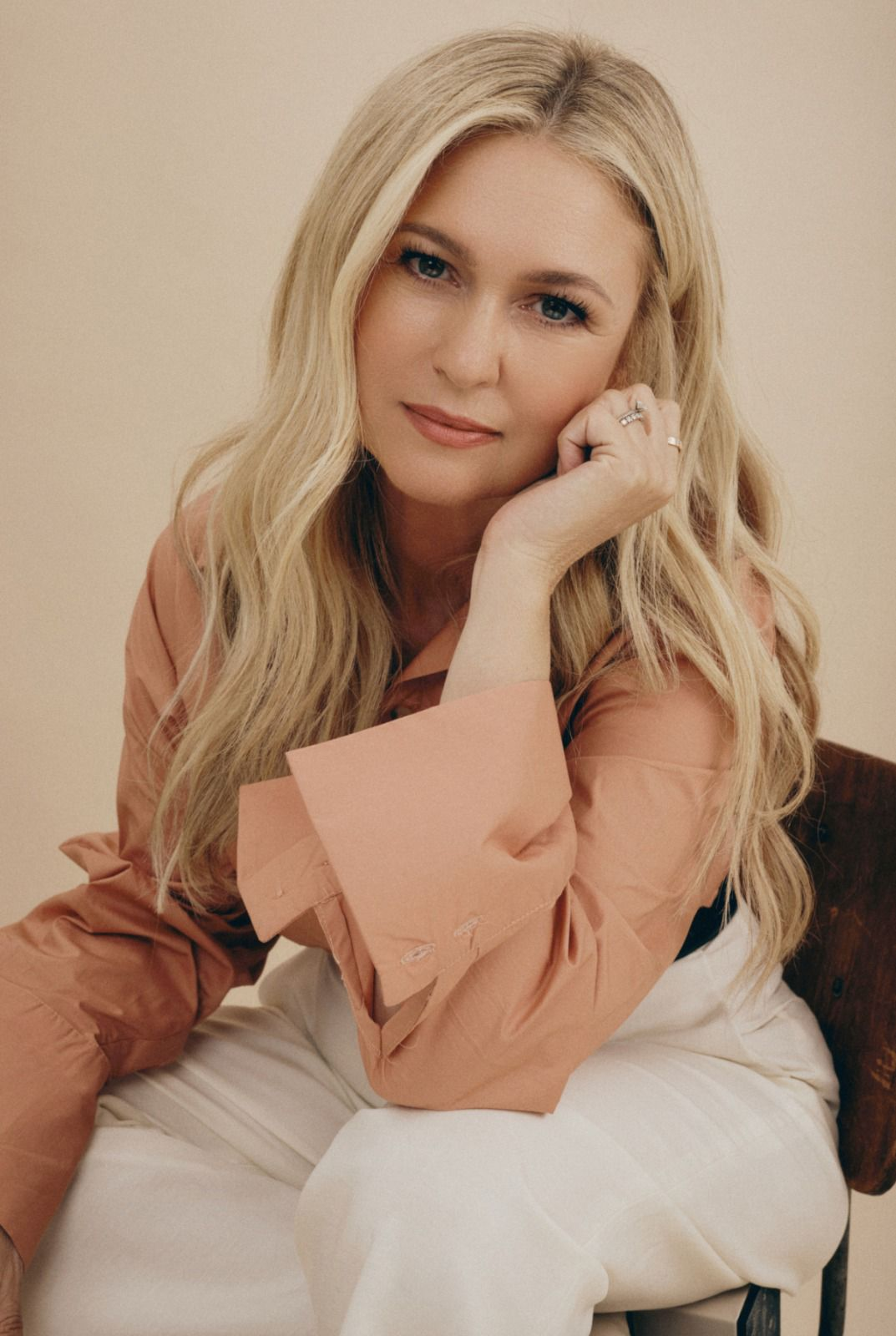
Michal Yannai

Michal Yannai (hebräisch מיכל ינאי; * 18. Juni 1972 in Ramat Gan) ist eine israelische Fernsehmoderatorin und Schauspielerin.

## Biografie
Yannai wuchs in Ramat Gan auf. Als Kind begann sie in Theaterstücken wie Der Fiedler auf dem Dach aufzutreten. 1983 nahm sie am israelischen Kinderliedfestival teil. Anschließend spielte sie 1989 in dem Theaterstück Der Vater mit. 1991 machte sie ihren Wehrdienst bei der IDF.
Zwischen 1989 und 1990 moderierte sie die Kinderfernsehsendung Keshim Mesirim. Sie spielte als die Botschafterin Israels in der Serie Mighty Morphin Power Rangers. 1991 trat sie in dem Film Im Schatten der Golanhöhen auf. Außerdem war sie 2007 in 88 Minuten zu sehen. Im selben Jahr bekam sie in Und Nietzsche weinte eine Hauptrolle. 2023 setzte Yannai ihre Karriere in Exodus 91 fort.

## Privates
2003 heiratete Yannai den israelischen Geschäftsmann Ofer Resles. Sie ließen sich 2005 scheiden. Im März 2009 heiratete sie erneut, diesmal den israelischen Geschäftsmann Ben Muskal. Im November 2009 wurde ihre Tochter Alex geboren und im Dezember 2010 ein Sohn namens Yahel. Sie haben einen weiteren gemeinsamen Sohn namens Yuval. Seit 2021 lebt das Paar in Athen.

## Filmografie (Auswahl)
- 1990: Neshika Bametzach
- 1991: Im Schatten der Golanhöhen (Pour Sacha)
- 1993: Prison Heat
- 1997: Behazot Halayla (Fernsehfilm)
- 1999: Hakeves Ha Shisha Asar
- 2002–2003: Tipul Nimratz (Fernsehserie, 3 Folgen)
- 2003: Tmuna Kvutzatit Im Isha
- 2005: Muchrachim Lehiyot Same'ach
- 2005–2006: Ha-Shminiya (Fernsehserie, 11 Folgen)
- 2006: Kraken: Tentacles of the Deep (Fernsehfilm)
- 2006: Ha-Shir Shelanu (Fernsehserie, Folge 3x01)
- 2006–2008: Ulai Hapa'am (Fernsehserie, 10 Folgen)
- 2007: 88 Minuten (88 Minutes)
- 2007: White Air
- 2007: Until Death
- 2007: Mega Snake (Fernsehfilm)
- 2007: Matok Ve'Mar
- 2007: Finding Rin Tin Tin
- 2007: 88 Minuten (88 Minutes)
- 2007: Und Nietzsche weinte (When Nietzsche Wept)
- 2009: Pink Subaru
- 2009: It's Alive
- 2010: Mandelbaum Balash Prati (Fernsehserie, Folge 2x16)
- 2011: Hachaverim Shel Naor (Fernsehserie, Folge 3x05)
- 2012: Revaka plus
- 2012–2013: Yomanei HaChofesh HaGadol (Fernsehserie, 4 Folgen)
- 2017: Fullmoon (Fernsehserie, Folge 1x01)
- 2017–2023: Rescue Team (Fernsehserie, 29 Folgen)
- 2019: Ahava Bi'Shlei'kes
- 2023: Exodus 91
- 2024: Remnants (Fernsehserie, 3 Folgen)